# 義大客運
義大汽車客運股份有限公司，簡稱：義大客運，是高雄市一家客運公司，主要行駛高雄市公車，成立於2010年，目前為義聯集團旗下的子公司之一。多數路線自義大世界為起站，行駛區域分佈高雄主要地區。

義大客運之宇通車體

## 歷史
義大世界與其周邊的義守大學、義大中學、皇家酒店等建物，位於偏僻的觀音山及大樹山區交界處，長期交通不便，皆須自行開車或騎機車往返。義聯集團創辦人林義守為響應中華民國交通部《振興大眾運輸、順應自由化潮流》政策，以及隨著義大遊樂世界即將於2010年6月試營運、12月正式開幕，將使遊客人數日益增加、交通壅擠與停車不便等問題，故於2010年5月成立「義大客運」，提出11條公車營運路線及客運租賃服務，以改善往來義大世界周遭的交通。
2010年7月9日首條由義大世界至高鐵左營站的客運路線（8501路）開始營運，同年9月起陸續闢駛鳳山區、岡山區與高雄市政府往返義大世界等5條路線（8502至8506路）。2011年7月1日，將原本8501路延駛至佛光山及佛陀紀念館，連結高雄市大樹區兩大主要觀光景點。2011年5至11月陸續行駛義大醫院往返高鐵左營站（E03路）、義大世界（96路）、旗山轉運站（261路）的接駁公車。
2014年9月15日正式通車營運燕巢學園快線（E04路）往來高雄師範大學與高鐵左營站，2020年6月1日此路線改由高雄客運接駛。2021年2月10日停駛261路，2022年6月13日8501路停止延駛至佛陀山。至今營運路線共有8條。2025年5月1日起8503路、8504路分別調整編號為綠2、橘18，並新增綠2A及橘18A兩條支線。

## 路線列表
| 營運路線                  |            |                                                                   |                |
| 一般公車                  |            |                                                                   |                |
| 路線編號                  | 起站       | 經由                                                              | 訖站           |
| 96 義醫義大線             | 義大世界   | 義守大學                                                          | 義大醫院       |
| 快線公車                  |            |                                                                   |                |
| 路線編號                  | 起站       | 經由                                                              | 訖站           |
| E03A E03B 燕巢快線        | 高鐵左營站 | 樹德科技大學                                                      | 義大醫院       |
| 市區公路客運              |            |                                                                   |                |
| 路線編號                  | 起站       | 經由                                                              | 訖站           |
| 8501 高鐵左營線           | 義大世界   | 義守大學                                                          | 高鐵左營站     |
| 8502 高雄美術館線         | 義大世界   | 義守大學 金獅湖站 台灣高等法院高雄分院                            | 高雄市立美術館 |
| 8505 五甲線               | 義大世界   | 義守大學 國軍高雄總醫院 高雄市政府勞工局                          | 前鎮高中       |
| 8506 岡山線               | 義大世界   | 義守大學 高雄少年及家事法院 楠梓火車站 臺鐵橋頭站                 | 捷運岡山車站   |
| 捷運、輕軌接駁公車        |            |                                                                   |                |
| 路線編號                  | 起站       | 經由                                                              | 訖站           |
| 橘18 鳳山線 (原8504)      | 義大世界   | 義守大學 國軍高雄總醫院 臺鐵鳳山站 鳳山轉運站                     | 鳳陽社區       |
| 橘18A 鳳山轉運站線        | 義大世界   | 義守大學 仁武區公所 長庚醫院 澄清湖棒球場 正修科技大學 臺鐵鳳山站 | 鳳山轉運站     |
| 綠2 高雄市政府線 (原8503) | 義大世界   | 義守大學 臺鐵科工館站 大順覺民路口 高雄文化中心                   | 高雄市政府     |
| 綠2A 輕軌灣仔內線         | 義大世界   | 義守大學 仁武區公所 後備指揮部 金獅湖站                           | 家樂福鼎山店   |

## 外部連結
- 義大客運 （页面存档备份，存于）（繁體中文）
- 義大汽車客運股份有限公司的Facebook專頁
- 義大遊覽車股份有限公司的Facebook專頁